# فوتبول أكاديمي
فوتبول أكاديمي (بالإنجليزية: Football Academy)، هي لعبة فيديو من نوع رياضة كرة القدم، صدرت في الأسواق سنة 2009، وتعمل حصراً على منصة نينتندو دي إس، وهذه اللعبة تتحدث عن مسيرة المدرب لكرة القدم.